# Vézelay
Vézelay är en kommun i departementet Yonne i regionen Bourgogne-Franche-Comté i norra Frankrike. Kommunen ligger i kantonen Vézelay som tillhör arrondissementet Avallon. År 2022 hade Vézelay 464 invånare.

## Pilgrimskyrkan La Madeleine
Den benediktinska klosterkyrkan i Vézelay grundades på 800-talet. Kort därefter fick kyrkan Maria Magdalenas reliker och har sedan dess varit en viktig pilgrimsort.
Den nuvarande kyrkan uppfördes omkring 1089-1206. Dess rymliga mittskepp, nästan 60 m långt, har ovanligt höga valv. Dess proportioner och det gotiska korets elegans ger interiören en lätthet, som förstärks av de grå och skära banden på mittskeppets massiva bågar. Dessa markerar mittskeppets travéer och delar in kryssvalven ovanför. Mittskeppet nås genom en magnifikt skulpterad port, från en bred västportik.
Ovanför ingången från narthex till mittskeppet tronar Kristus i en virtuost utförd relief. I majestätisk storhet i mitten sänder han ut apostlarna på deras uppdrag att omvända hedningarna, bota de sjuka och driva ut demonerna ur de besatta.
Sankt Bernhard av Clairvaux bad här för ett andra korståg, påsken 1146, framför kung Ludvig VII.
Rickard I och Filip II möttes här innan de gav sig iväg på det tredje korståget 1190.
Kyrkan och kullen i Vézelay är sedan 1979 ett världsarv.

## Befolkningsutveckling
Antalet invånare i kommunen Vézelay
| Referens: INSEE |